# Deslembro
Deslembro é um filme brasileiro do gênero drama de 2019. Dirigido e roteirizado por Flávia Castro, o filme conta a história de uma jovem que vive em Paris com sua família e volta ao país em plena ditadura militar brasileira, protagonizado por Jeanne Boudier. Conta também com Eliane Giardini, Sara Antunes, Arthur Vieira Raynaud, Hugo Abranches e Jesuíta Barbosa no elenco.

## Sinopse
Joana (Jeanne Boudier) é uma adolescente que mora em Paris com sua família e, após o período de anistia ser decretado, volta ao Rio de Janeiro, cidade a qual nasceu e não se lembra mais, onde também seu pai desapareceu nos porões do DOPS. Agora, seu passado ressurge e em uma mistura de fantasia e realidade, ela lembra e inscreve sua própria história, em primeira pessoa.

## Elenco
- Jeanne Boudier ... Joana
- Sara Antunes ... Ana
- Eliane Giardini ... Lucia
- Hugo Abranches ... Leon
- Arthur Raynaud ... Paco
- Jesuíta Barbosa ... Eduardo
- Antonio Carrara ... Ernesto
- Maria Clara ... Nadja

## Lançamento
Deslembro foi selecionado para a mostra oficial do tradicional Festival de Veneza de 2018. Percorreu por vários outros festivais nacionais e internacionais antes de ser lançado oficialmente. Chegou aos cinemas brasileiros em 20 de junho de 2019, contando com distribruição pela Imovision.

## Recepção
Deslembro foi aclamado pelos festivais nacionais e internacionais pelos quais percorreu em seu lançamento, sendo premiado em muitos, como no Festival de Biarritz e no Panorama Coisa de Cinema/Salvador. 
No AdoroCinema, Deslembro tem uma média de 3,9 estrelas de 5 com base em sete avaliações da imprensa.
Rodrigo Fonseca, do site Almanaque Virtual, escreveu: "A tarefa do músculo da memória das mulheres à frente da câmera é lidar com lampejos de culpa. Uma delas pode ter falado demais. Outra pode ter falado de menos. Não importa quem fez o quê. Importa mais como elas vão se acertar…"
Do  O Estado de São Paulo, Luiz Zanin Oricchio elogiou o trabalho da direção: "Deslembro é também um filme de busca, assim como o documentário inaugural de Flávia. Desta vez, usando os recursos da ficção, a diretora reflete sobre a necessidade de saber, que permite a superação de traumas e a possibilidade de seguir adiante."
No The Hollywood Reporter, Deborah Young escreveu: "A estreia de Flavia Castro combina todos os elementos clássicos em um relógio prazeroso, mas que nunca vai longe o suficiente para colocar fogo na história. Muitas vezes parece autobiográfico e essas considerações podem ter limitado sua intensidade dramática."

## Prêmios e indicações
| Ano  | Festival                            | Categoria                           | Nomeações         | Resultado | Ref.   |
| ---- | ----------------------------------- | ----------------------------------- | ----------------- | --------- | ------ |
| 2018 | Festival de Veneza                  | Melhor Filme                        | Flávia Castro     | Indicado  | [ 4 ]  |
| 2018 | Festival do Rio                     | Melhor Filme                        | Flávia Castro     | Venceu    | [ 8 ]  |
| 2018 | Festival do Rio                     | Melhor Filme (voto público)         | Flávia Castro     | Venceu    | [ 8 ]  |
| 2018 | Festival do Rio                     | Melhor Atriz Coadjuvante            | Eliane Giardini   | Venceu    | [ 8 ]  |
| 2018 | Panorama Coisa De Cinema            | Melhor Filme                        | Flávia Castro     | Venceu    | [ 9 ]  |
| 2018 | Festival Biarritz Amérique Latine   | Melhor Filme                        | Flávia Castro     | Venceu    | [ 10 ] |
| 2019 | Haifa International Film Festival   | Melhor Primeiro Filme               | Flávia Castro     | Indicado  | [ 11 ] |
| 2019 | Transatlantyk Festival: Lodz        | Seção Novo Cinema                   | Flávia Castro     | Indicado  |        |
| 2020 | Prêmio ABC de Cinematografia        | Melhor Fotografia de Longa-metragem | Heloísa Passos    | Indicado  | [ 12 ] |
| 2020 | Prêmio ABC de Cinematografia        | Melhor Montagem                     | Flávia Castro     | Indicado  | [ 12 ] |
| 2020 | Prêmio ABC de Cinematografia        | Melhor Direção de Arte              | Ana Paula Cardoso | Indicado  | [ 12 ] |
| 2020 | Grande Prêmio do Cinema Brasileiro  | Melhor Direção                      | Flávia Castro     | Indicado  | [ 13 ] |
| 2020 | Grande Prêmio do Cinema Brasileiro  | Melhor Roteiro Original             | Flávia Castro     | Indicado  | [ 13 ] |
| 2020 | Grande Prêmio do Cinema Brasileiro  | Melhor Fotografia                   | Heloísa Passos    | Indicado  | [ 13 ] |
| 2020 | Prêmio Guarani de Cinema Brasileiro | Melhor Atriz Coadjuvante            | Eliane Giardini   | Indicado  | [ 14 ] |
| 2020 | Prêmio Guarani de Cinema Brasileiro | Melhor Revelação                    | Jeanne Boudier    | Indicado  | [ 14 ] |
| 2020 | Prêmio Guarani de Cinema Brasileiro | Melhor Fotografia                   | Heloísa Passos    | Indicado  | [ 14 ] |